# Playinwitme
Playinwitme è un singolo del rapper statunitense Kyle in collaborazione con la cantante statunitense Kehlani pubblicato il 20 marzo 2018 tramite Indipendently Popular e Atlantic Records.

## Descrizione
Il brano è estratto dall'album in studio del rapper Light of Mine, pubblicato il 18 maggio 2018 ed è stato pubblicato come singolo il 20 marzo dello stesso anno.

## Video musicale
Il videoclip, pubblicato su YouTube il 7 maggio 2018, è stato diretto da Colin Tilley.

## Remix
Il 20 agosto 2018, è stato pubblicato un remix della canzone con il rapper statunitense Logic. Più tardi, l'8 gennaio 2019, è stato pubblicato un secondo remix con il cantante coreano-americano Jay Park.

## Tracce
Download digitale
Testi e musiche di Kyle Harvey, Kehlani Parrish, Justin Howze, Joshua Portillo e Jake Troth.
1. Playinwitme (feat. Kehlani) – 3:11

Download digitale - Remix
Testi e musiche di Harvey, Parrish, Robert Hall II, Portillo e Troth.
1. Playinwitme (feat. Kehlani & Logic) (Remix) – 3:37

Download digitale - Remix
Testi e musiche di Harvey e Jay Park.
1. Playinwitme (feat. Jay Park) (Jay Park Remix) – 3:13

## Formazione
- Kyle – voce, produzione esecutiva
- Kehlani – voce aggiuntiva
- Jake Troth – produzione
- Naz – produzione
- M-Phazes – produzione
- Chris Gehringer – mastering
- William Binderup – mastering
- Martin Gray – mastering
- Brian Cruz – mastering
- Thomas Cullison – mastering
- Matt Jacobson – mastering
- Erik Madrid – missaggio

## Classifiche
| Classifiche (2018) | Posizione massima |
| ------------------ | ----------------- |
| Australia          | 38                |
| Belgio (Fiandre)   | 13                |
| Belgio (Vallonia)  | 11                |
| Canada             | 46                |
| Irlanda            | 47                |
| Nuova Zelanda      | 13                |
| Paesi Bassi        | 44                |
| Regno Unito        | 61                |
| Stati Uniti        | 103               |

## Pubblicazioni
| Paese  | Data           | Formato                | Versione  | Etichetta           | Nota   |
| ------ | -------------- | ---------------------- | --------- | ------------------- | ------ |
| Mondo  | 16 marzo 2018  | Download digitale      | Originale | Indie-Pop, Atlantic | [ 24 ] |
| Italia | 26 giugno 2018 | Contemporary hit radio | Originale | Warner              | [ 25 ] |
| Mondo  | 20 agosto 2018 | Download digitale      | Remix     | Indie-Pop, Atlantic | [ 12 ] |
| Mondo  | 8 gennaio 2019 | Download digitale      | Remix     | Indie-Pop, Atlantic | [ 13 ] |